# 日本財団パラリンピックサポートセンター
公益財団法人日本財団パラスポーツサポートセンター（にっぽんざいだんパラスポーツサポートセンター、略称: パラサポ、英: The Nippon Foundation Paralympic Support Center）は、2015年5月、日本財団の支援により、2020年東京パラリンピック大会およびパラリンピックスポーツ環境の発展のために設立された団体である。

## 概要
「パラリンピックで日本を変える」をスローガンに、日本財団からの支援である約100億円を元にし、組織の基盤や体制が整備されていない多くのパラリンピック競技団体の運営支援を行うことで、選手が競技に集中できる環境を整備するほか、パラリンピック、パラスポーツの教育・普及啓発事業、さらにはインクルーシブ社会の実現へ向けた事業などを展開している。
ビジョンに「パラリンピックには、社会を変える力がある。パラリンピックには、人に感動と勇気を、そして気づきを与える力がある。2020年へ向け、日本はその力を最も享受する資格を得た。パラリンピックの舞台で活躍する人、その舞台裏でしっかりと支える人、ひとりひとりが輝きを放ち、主役となるために。心に刺激を、行動する勇気を。Challenge For Tomorrow。」というメッセージを掲げている。
パラスポーツやパラアスリートの魅力や動向、見どころ等を発信するWEBメディア「パラサポWEB」や東京2020パラリンピック特設サイト「応援-OEN」の運営のほか、全国で展開しているパラスポーツの普及啓発イベントやパラスポーツを通じた教育プログラム、マガジン発行、アプリ開発、専用施設の建設・運営等も行なっている。
2016年に朝日新聞社が実施する、スポーツの分野で優れた成果を挙げた個人や団体に贈られる「朝日スポーツ賞」を受賞。
2019年5月10日、スポーツ庁長官室で開催された表彰式において、スポーツの各分野で優れた成果を示した者やスポーツの振興に関して献身的な努力を払い、顕著な業績をあげた者に贈られる「スポーツ庁長官表彰」を受賞。

## 共同オフィス
オフィスは、東京都港区赤坂にある日本財団ビルの4階にあり、28のパラリンピック競技団体や関係団体が入居し、共同で利用している。「スタジアム」をモチーフとした共同オフィスは、バリアフリーの視点で設計されたユニバーサルデザインを採用しており、競技団体、関連団体、スタッフ、パラアスリートそれぞれが垣根なく働ける環境づくりを目指している。
オフィスを共同で利用しているパラリンピック競技団体は、合計28団体となる。

## 学生記者による広報活動
パラリンピック及びパラスポーツの広報活動の一環として、2018年8月末までに早稲田大学や青山学院大学をはじめとする10大学、140人の大学生記者（大学の新聞サークルの学生）を起用し、パラスポーツの魅力を学生の若い感性で伝えてもらう取り組みを行なっている。この取り組みの背景には、パラリンピック競技団体では、常に人手が足りず十分な広報活動ができない現状がある。

## 活動内容
プログラム事業
- あすチャレ！School

小中高生を対象とした、パラスポーツを体験できる体験型出前授業を実施。パラアスリートと一緒にパラスポーツを楽しみながら、障害者のリアルな声を聞くことで、子供たちが夢や目標を持つことの価値、障がいの有るなしに関わらず、多様性を認め合うことの大切さなどを学べる場となっている。2017年4月より、全面的に日本航空株式会社（JAL）が、「あすチャレ！School」のサポートを開始。
- あすチャレ！Academy

「あすチャレ！School」の大人用プログラムとして、パラリンピックやパラスポーツを題材に、障害者のリアルな声を聞き、学ぶことで、ダイバーシティやインクルーシブな社会を考えるきっかけとなるセミナーを実施している。カリキュラムでは、障がい者の講師によるパラリンピックの歴史や意義、障がいについてなどのレクチャー、障がい別のサポート方法を学べる体験プログラムなどがある。
- あすチャレ！運動会

パラスポーツをリアルに体験することで、様々な「気づき」を得られるパラスポーツ運動会を、希望団体へ提案。会場の視察から設営、準備、リハーサル、当日の進行、運営まで全て「あすチャレ！運動会」事務局で実施している。平成30年度スポーツ庁委託事業である「全国横断 パラスポーツ運動会」や経済同友会主催のパラスポーツ運動会など、企業運動会として認知度が高まっている。運動会では、ゴールボール、車いすポートボール、車いすリレー、ボッチャ、シッティングバレーボールなどの競技を体験できる。
- 「I’mPOSSIBLE 日本版」

国際パラリンピック委員会が開発した、パラリンピックの魅力を子供達に伝えるための教材「I’mPOSSIBLE」の内容をもとに、日本財団パラリンピックサポートセンターと日本パラリンピック委員会（日本障がい者スポーツ協会）が共同開発した小中高生向け学校教材。教材を通して、教員自らがパラスポーツや共生社会について教えることができる。国際版は、マラウイ、カザフスタンで導入されていたが、2017年の開始から1周年を迎えた際に、ブラジル、カメルーン、カーボヴェルデ、コロンビア、ジョージア、グレナダ、香港、イラン、ペルー、ルクセンブルク、メキシコ、ポルトガル、シエラレオネ、シンガポール、韓国、ザンビアの16カ国にも新たに展開されることになった。
- 「マイパラ！Find my Parasports」

障がいのあるなしに関わらず、パラスポーツを始めたい人が、希望する地域にどんなチームがあるかを探せたり、障がいに応じてどんなスポーツができかるを簡単に調べられるウェブサイトを運営している。2018年10月時点で41競技377チームの登録があり、2020年までに1,000チームの登録を目標としている。2018年度グッドデザイン賞を受賞。
イベント事業
- 「パラ駅伝」

障がいのある人もない人も、チームがひとつのタスキを繋いでゴールを目指し、選手、観客、ボランティアなど全ての人が一体となり楽しめる駅伝を実施。第1回目は2015年11月29日に、第2回目は2017年3月12日に、第3回目は2018年3月4日に開催され、全て駒沢オリンピック公園陸上競技場及びジョギングコースで行われている。第3回目の「パラ駅伝 in TOKYO 2018」では、1万7100人の観客が来場。スペシャルサポーターの稲垣吾郎、草彅剛、香取慎吾らも応援に駆けつけた。なお2020年は新型肺炎感染拡大を懸念するため中止。
- 「ParaFes」（パラフェス）

パラアスリートやミュージシャンらによる「超人たちによるスポーツと音楽の祭典」を実施。2018年11月23日、武蔵野スポーツプラザ（東京都調布市）で行われたパラフェスでは、パラスポスペシャルサポーター「新しい地図」の稲垣吾郎、草彅剛、香取慎吾らも登場し、約6千人の観客を動員した。
- 「i enjoy! パラスポーツパーク」

子供から大人まで楽しめるテーマパーク型のパラスポーツ体験イベントを実施。パラスポーツを体験することで、パラスポーツの楽しさを知ってもらい、ファンになってもらうための目的で、全国展開している。2018年の6月7日から6月10日の間、日本航空（JAL）の協賛により、東京おもちゃショーに初出展した。
その他の事業
- 「GO Journal」

蜷川実花氏のクリエイティヴ・ディレクションによるパラスポーツグラフィックマガジンを発行（無料配布/不定期）、WEBでも同時配信中。蜷川実花氏の世界観で映し出された注目のパラリンピアンらのロングインタビューやパラスポーツ情報を掲載。VOL.1 「陸上とボッチャ」、VOL.2「水泳と車いすフェンシング」、VOL.3「ブラインド　柔道とゴールボールとブラインドサッカー」。
- 「ゴールボールゲームアプリ」

パラリンピック特有の競技「ゴールボール」を疑似体験できる、日本ゴールボール協会監修のスマホ用ゲームアプリを企画・開発。2016年、8月31日にリリースされた。パラスポーツゲームアプリは、パラサポとして初めての取り組みとなる。難易度は、レベル1からレベル3の3段階あり、音だけを頼りに実際のゴールボールのようにプレーできるのが特徴。一番難しい「リアルモード」では、画面が真っ暗になり、アイシェード（目隠し）をして行うゴールボールの疑似体験ができる。
- 「日本財団パラアリーナ」

2018年6月1日、東京の品川区（お台場）に障害者スポーツ専用の体育館「日本財団パラアリーナ」をオープンした。パラスポーツ専用の体育館として、車いすバスケットボール、ウィルチェアラグビー、ブラインドサッカー（視覚障害者5人制サッカー）、ボッチャ、シッティングバレーボール、ゴールボールなど6競技に対応。2020年の東京パラリンピックの出場を目指す選手やチームの練習・合宿に利用されている。
- 「パラスポーツメッセンジャー」

2017年10月より、パラアスリートやパラスポーツ指導者を対象とした自己発信スキル向上のトレーニングプログラムを実施。実施背景には、2020年東京パラリンピックに向けて、メディアやイベントでパラアスリートの出演依頼が増えてきた際に、話し方や伝え方に十分なスキルや経験を持つアスリートが少ないという状況があった。総合コンサルティング企業、アクセンチュアの協力のもと、パラアスリートの講演分析やヒアリングを通して、「話し方・伝え方が上手くなる」独自の育成プログラムを共同開発した。

## スペシャルサポーター
2017年11月15日に、「新しい地図」の稲垣吾郎、草彅剛、香取慎吾がパラサポスペシャルサポーターに就任。
「新しい地図」によるパラスポーツ応援チャリティーソング「雨あがりのステップ」においては、チャリティー販売期間中（2018年3月19日から6月30日）の売上全額である2300万6214円が、パラスポーツ支援のために寄付された。
日本財団パラリンピックサポートセンターのオフィスには、「自ら楽しもう」という想いが込められたキーメッセージ「i enjoy !〜楽しむ人は強い！〜」をテーマに香取慎吾が描いた記念壁画もある。10日間約60時間をかけて描き上げたという、16平方メートルの巨大壁画には、日本や東京、パラリンピックをイメージした鮮やかな富士山や桜、キジ、ビル群などが描かれている。

## 所有施設
- 日本財団パラアリーナ